# Hans Hinrich von Osten

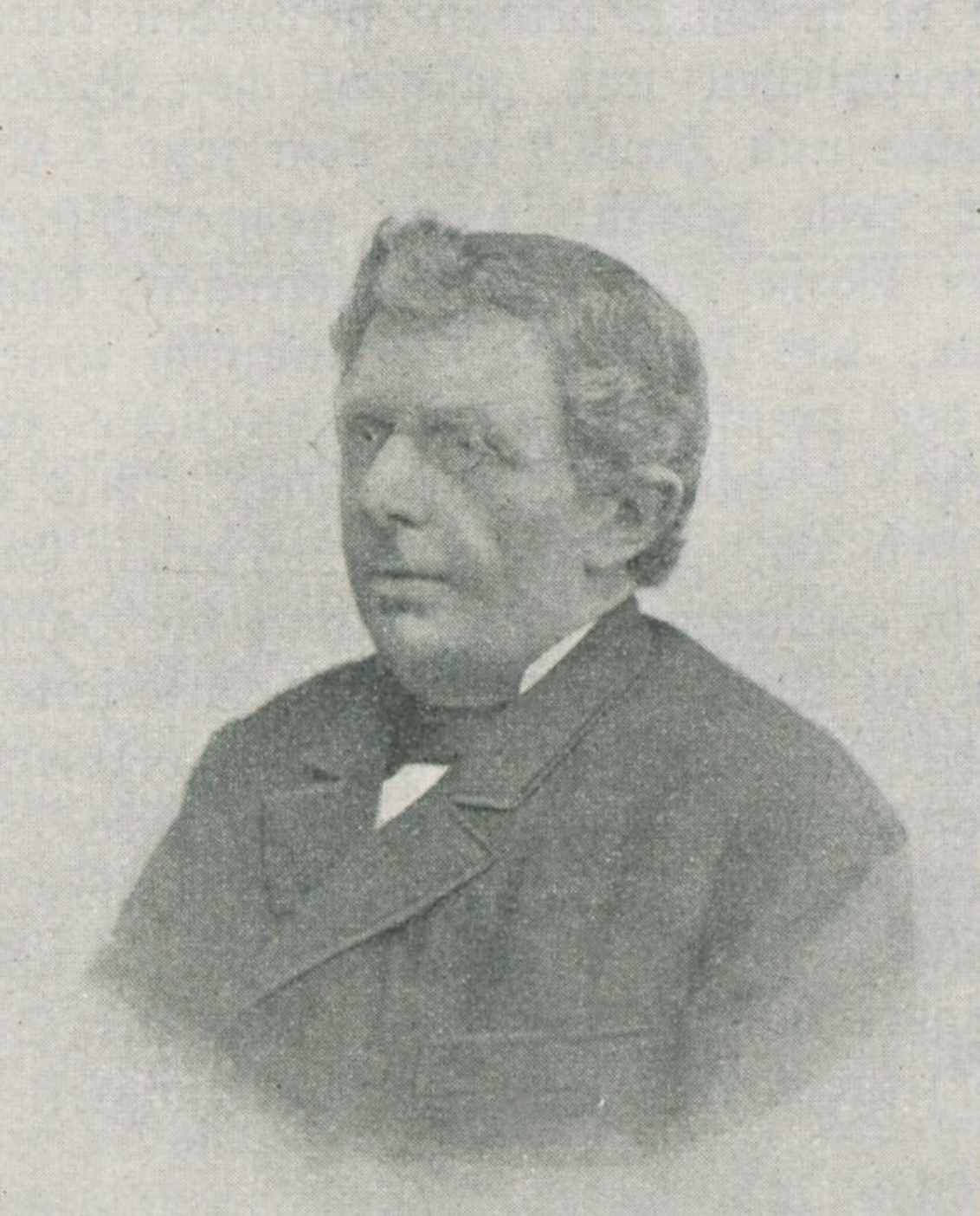
Hans Hinrich von Osten

Hans Hinrich von Osten (* 5. Januar 1828 in Brokdorf; † 14. Februar 1907 in Hamburg-Eppendorf) war ein deutscher Lehrer und Heimatforscher.

## Leben
Von Osten war zunächst Hilfslehrer in Landrecht bei Wilster. Ab 1846 besuchte er das Lehrerseminar in Bad Segeberg. 1849, noch als Seminarist, trat er der schleswig-holsteinischen Armee bei und machte am 5. April 1849 das Gefecht bei Eckernförde mit. Später war er im Rang eines Unteroffiziers als Bataillonsschreiber tätig. 1851 wurde er aus dem Militärdienst entlassen und legte noch im selben Jahr das Lehrerexamen ab. Anschließend arbeitete von Osten als Lehrer in Uetersen. 1861 berief ihn das Kloster Uetersen als Lehrer und Organist nach Seester. 1877 kehrte er als erster Mädchenlehrer und Organist nach Uetersen zurück. 1894 wurde er pensioniert.
Von Osten verfasste neben zahlreichen heimatgeschichtlichen Aufsätzen auch mehrere Bücher und Schulbücher.

## Werke (Auswahl)
- Das Gebet des Herrn nach dem lutherischen Katechismus. Wendeborn, Altona 1860.
- Entstehung des Evangelischen VVereins der Gustav-Adolf-Stiftung. Koopmann, Uetersen 1878.
- Schleswig-Holstein in geographischen und geschichtlichen Bildern. Ein Handbuch der Heimatkunde für Schule und Haus. Westphalen, Flensburg 1885 (Digitalisat der 3. Auflage, 1884).
- Beschreibung der Kreise Steinburg und Pinneberg: ein Beitrag zur Heimatkunde für Schule und Haus. Westphalen, Flensburg 1887.
- Beschreibung der Kreise Norderdithmarschen und Süderdithmarschen: ein Beitrag zur Heimatkunde für Schule und Haus. Westphalen, Flensburg 1888 (Digitalisat).
- Philipp Melanchthon, übersichtliche Darstellung seines Lebens und Wirkens. Koopmann, Uetersen 1897.
- Herzog Friedrich von Schleswig-Holstein. H. Lühr & Dircks, Garding 1901.